# Сімпсони (сезон 2)
Другий сезон мультсеріалу «Сімпсони» розпочався у США на телеканалі Fox 11 жовтня 1990 і тривав до 11 липня 1991 року.
Сезон здобув премію «Еммі». Серія «Homer vs. Lisa and the 8th Commandment» здобула нагороду в категорії «Найкраща анімаційна передача менше однієї години» 1991 року. Ця серія також була номінована за «Краще редагування звуку комедійних серіалів або спеціальних програм».
Другий сезон вийшов на DVD у США 2 липня 2002, в Європі 8 липня 2002 року та в Південній Америці 23 липня 2002 року.

## Список серій
| № серії (загалом) | № серії (в сезоні) | Назва серії | Режисер(и)                                                               | Сценарист(и) | Оригінальна дата показу | Код серії | Глядачів в США (млн) |
| --- | ------------------ | --- | ------------------------------------------------------------------------ | --- | ----------------------- | --------- | -------------------- |
| 14 | 1                  | «Bart Gets an «F»» «Барт отримує двійку»                                                                          | Девід Сільверман                                                         | Девід Стерн | 11 жовтня 1990          | 7F03      | 33.6                 |
| Після провалу контрольної з історії США Барт просить відмінника Мартіна Принса допомогти йому. Однак, все ж, над Бартом нависла загроза повторного провалу, в результаті якого він може залишитися на другий рік… Запрошені зірки: Марсія Уоллес в ролі Едни Крабапель |                    | |                                                                          | |                         |           |                      |
| 15 | 2                  | «Simpson and Delilah» «Сімпсон і Делайла»                                                                         | Річ Мур                                                                  | Джон Вітті | 18 жовтня 1990          | 7F02      | 29.9                 |
| Гомер бере участь в експериментальній програмі з відрощування волосся. Коли у нього з'являється нове волосся, він стає абсолютно новою людиною: Мардж вважає його дуже сексуальним, а містер Бернс підвищує Гомера по службі і дає йому помічника на ім'я Карл, який гарантує, що кожна його дія правильна і вдала. Запрошені зірки: Гарві Фірштейн в ролі Карла |                    | |                                                                          | |                         |           |                      |
| 16 | 3                  | «Treehouse of Horror» «Сімпсони святкують Гелоуїн»                                                                | Веслі Арчер (1 частина) Річ Мур (2 частина) Девід Сільверман (3 частина) | Джон Шварцвельдер (1 частина) Джей Коген і Воллес Володарський (2 частина) Едгар Аллан По і Сем Саймон (3 частина) | 25 жовтня 1990          | 7F04      | 27.4                 |
| Гомер повертається з цукерками у Хелловінську ніч, а в хатинці на дереві діти розказують страшні історії. Гомер вирішує їх послухати: - «Bad Dream House» (укр. «Будинок поганих снів») — Сімпсони переїжджають до будинку, який намагається змусити їх вбити один одного. - «Hungry are the Damned» (укр. «Прокляті голодні») — Канг і Кодос забирають Сімпсонів на свій космічний корабель, де розважають і відгодовують їх. Однак Ліса вважає це підозрілим… - «The Raven» (укр. «Ворон») — Ліса читає Барту страшну поему Едгара Аллана По «Ворон». Запрошені зірки: Джеймс Ерл Джонс в ролі вантажника, кухаря Серака і оповідача 3 частини |                    | |                                                                          | |                         |           |                      |
| 17 | 4                  | «Two Cars in Every Garage and Three Eyes on Every Fish» «По два авто в кожному гаражі і по три ока у кожної риби» | Веслі Арчер                                                              | Сем Саймон і Джон Шварцвельдер                                                                                     | 1 листопада 1990        | 7F01      | 26.1                 |
| Барт і Ліса зловили рибу з трьома очима в ставку неподалік від Спрінґфілдської атомної електростанції і розгорнули кампанію проти Монтгомері Бернса у пресі. Щоб протистояти нападкам, містер Бернс вирішує балотуватися на пост губернатора. |                    | |                                                                          | |                         |           |                      |
| 18 | 5                  | «Dancin' Homer» «Танцюрист Гомер»                                                                                 | Марк Кіркланд                                                            | Кен Левін і Девід Айзекс                                                                                           | 8 листопада 1990        | 7F05      | 26.1                 |
| Під час гри «Спрінґфілдських ізотопів» Гомер танцює і розпалює натовп, завдяки чому його обирають новим талісманом команди. Він одразу ж здобуває популярність й «Ізотопи» починають переможну серію. В результаті, Гомер пропонують бути талісманом у столиці… Запрошені зірки: Том Постон в ролі Столичного Дурника, Тоні Беннетт в ролі самого себе |                    | |                                                                          | |                         |           |                      |
| 19 | 6                  | «Dead Putting Society» «Спілка мертвих гольфістів»                                                                | Річ Мур                                                                  | Джефф Мартін | 15 листопада 1990       | 7F08      | 25.4                 |
| Гомер і Барт на полі для міні-гольфу натрапляють на Неда і Тодда Фландерсів. Гомер переконаний, що його син переможе Тодда на майбутньому турнірі з міні-гольфу. Обидва батьки роблять ставки: «Батько хлопчика, який не виграв, підстриже газон у сукні своєї дружини»… Ліса і Гомер різними методами допомагають Барту підготуватися до турніру. |                    | |                                                                          | |                         |           |                      |
| 20 | 7                  | «Bart vs. Thanksgiving» «Барт проти Дня подяки»                                                                   | Девід Сільверман                                                         | Джордж Мейер | 22 листопада 1990       | 7F07      | 25.9                 |
| До Дня подяки Ліса майструє мініатюрну композицію, присвячену видатним жінкам, які прославили США. Барт випадково кидає виріб сестри у камін і спалює його. Після цього батьки відправляють його у свою кімнату і позбавляють святкової вечері. Взявши з собою Маленького Помічника Санти, хлопчик втікає з дому… Запрошені зірки: Керол Кейн в ролі Меґґі Сімпсон |                    | |                                                                          | |                         |           |                      |
| 21 | 8                  | «Bart the Daredevil» «Барт — шибайголова»                                                                         | Веслі Арчер                                                              | Джей Коген і Уоллес Володарський                                                                                   | 6 грудня 1990           | 7F06      | 26.2                 |
| Барт намагається піти слідами свого героя, сміливця капітана Ленса Мердока. Для цього Барт на скейтборді робить все небезпечніші трюки. Його останній трюк – перестибнути Спрінґфілдське провалля… |                    | |                                                                          | |                         |           |                      |
| 22 | 9                  | «Itchy & Scratchy & Marge» «Чух і Сверблячка і Мардж»                                                             | Джим Рірдон                                                              | Джон Шварцвельдер                                                                                                  | 20 грудня 1990          | 7F09      | 22.2                 |
| Подивившись серію «Шоу Чуха і Сверблячки», Меґґі б’є Гомера молотком. Нажахана Мардж розгорнула кампанію проти насильства на дитячому телебаченні. Запрошені зірки: Алекс Рокко в ролі Роджера Майєрса молодшого |                    | |                                                                          | |                         |           |                      |
| 23 | 10                 | «Bart Gets Hit by a Car» «Барта збиває авто»                                                                      | Марк Кіркланд                                                            | Джон Шварцвельдер                                                                                                  | 10 січня 1991           | 7F10      | 24.8                 |
| Містер Бернс на авто збиває Барта. Після консультації з адвокатом Лайонелом Гуць, Гомер подає позов на Бернса, щоб отримати компенсацію на суму в 1 мільйон доларів. При цьому Мардж згодна і на менше… Запрошені зірки: Філ Хартман в ролі Лайонела Гуць і голосу в Раю |                    | |                                                                          | |                         |           |                      |
| 24 | 11                 | «One Fish, Two Fish, Blowfish, Blue Fish» «Одна риба, дві риби, риба-їжак, блакитна риба»                         | Веслі Арчер                                                              | Нелл Сковелл | 24 січня 1991           | 7F11      | 24.2                 |
| Сімпсони вирушають в новий суші-бар, де Гомер вирішує спробувати Фуґу – рибу, яка є отруйною, якщо її неправильно приготувати. В результаті, Гомера відправляють до лікарні, де йому говорять, що йому залишилось жити 22 години. На свій останній день Гомер складає список речей, які він хоче зробити… Запрошені зірки: Джордж Такеї в ролі Акіри; Саб Шимоно в ролі старшого шеф кухаря; Джої Міяшіма в ролі Тошіро, молодшого кухаря; Діана Танака в ролі жінки, яка приймає відвідувачів; Ларрі Кінг в ролі самого себе |                    | |                                                                          | |                         |           |                      |
| 25 | 12                 | «The Way We Was» «Якими ми були»                                                                                  | Девід Сільверман                                                         | Сем Саймон, Ел Джін і Майк Рейсс                                                                                   | 31 січня 1991           | 7F12      | 26.8                 |
| Коли телевізор зламався, Мардж і Гомер вирішують розповісти дітям історію про те, як вони зустрілися у старшій школі і як Мардж ледь не зустрічалася з ботаном на ім’я Арті Зіфф… Запрошені зірки: Джон Ловітц в ролі Арті Зіффа і містера Секофскі |                    | |                                                                          | |                         |           |                      |
| 26 | 13                 | «Homer vs. Lisa and the 8th Commandment» «Гомер проти Ліси і восьмої заповіді»                                    | Річ Мур                                                                  | Стів Пепун | 7 лютого 1991           | 7F13      | 26.2                 |
| Гомер незаконним шляхом підключає до телевізора кабель для прийому супутникових каналів. Після цього до його будинку часто заходять жителі Спрінґфілда. Однак, Ліса вважає, що тато згрішив порушивши восьму заповідь «Не кради!» і через це потрапить у пекло. Запрошені зірки: Філ Хартман в ролі Троя МакКлура, кабельника і Мойсея |                    | |                                                                          | |                         |           |                      |
| 27 | 14                 | «Principal Charming» «Прекрасний директор»                                                                        | Марк Кіркланд                                                            | Девід Стерн | 14 лютого 1991          | 7F15      | 23.9                 |
| Мардж просить Гомера допомогти знайти чоловіка для її сестри Сельми. Гомер впевнений, що директор Спрінґфілдської початкової школи Сеймур Скіннер підходить як ніхто краще. Скіннер погоджується зустрітися із Сельмою, але помилково закохується у Патті, іншу сестру Мардж, змушуючи Сельму ще більше засмутитися. Тим часом Барт «керує» школою використовуючи те, що директор по вуха закоханий. |                    | |                                                                          | |                         |           |                      |
| 28 | 15                 | «Oh Brother, Where Art Thou?» «О, брате, де ж ти?»                                                                | Веслі Арчер                                                              | Джеф Мартін | 21 лютого 1991          | 7F16      | 26.8                 |
| Від свого батька Ейба Гомер дізнається, що у нього є зведений брат. Це Герберт Пауел, який живе в Детройті і є власником автомобільної компанії. Він запрошує Гомера в гості і привертає його до участі в розробці проєкту свого нового автомобіля… Запрошені зірки: Денні ДеВіто в ролі Герба Пауела |                    | |                                                                          | |                         |           |                      |
| 29 | 16                 | «Bart's Dog Gets an «F»» «Пес Барта отримує двійку»                                                               | Джим Рірдон                                                              | Джон Вітті | 7 березня 1991          | 7F14      | 23.9                 |
| Маленький помічник Санти поводиться жахливо: він згриз нові, дуже дорогі кросівки Гомера і сімейну реліквію Мардж – ковдру, яку вишивали кілька поколінь предків по жіночій лінії. Розлючений Гомер хоче прогнати пса, але Барт умовляє віддати Маленького помічника Санти до собачої школи, де його навчать гарно поводитися. Однак, пес абсолютно не піддається дресируванню… Тим часом Ліса хворіє на свинку. Запрошені зірки: Трейсі Ульман в ролі Емілі Вінтроп |                    | |                                                                          | |                         |           |                      |
| 30 | 17                 | «Old Money» «Старі гроші»                                                                                         | Девід Сільверман                                                         | Джей Коген і Воллес Володарський                                                                                   | 28 березня 1991         | 7F17      | 21.2                 |
| Дідусь Сімпсон закохується у жінку на ім’я Беатрис (або Бі) Сіммонс. Ейб готується до святкування дня народження Бі, але Гомер відтягує його на сафарі. Бі помирає тієї ночі, і Ейб звинувачує Гомера в тому, що він пропустив її останні моменти. Після похорону дід Сімпсон отримує спадок закоханої у розмірі 106 000 доларів… Запрошені зірки: Одрі Медоус в ролі Бі, Філ Хартман в ролі Лайонела Гуць |                    | |                                                                          | |                         |           |                      |
| 31 | 18                 | «Brush with Greatness» «Пензлик з величчю»                                                                        | Джим Рірдон                                                              | Браян Робертс | 11 квітня 1991          | 7F18      | 20.6                 |
| Після знахідки своїх старих полотен, Мардж знову цікавиться мистецтвом. Вона малює картину, яка перемагає на Спрінґфілдській виставці. Її робота потрапляє на очі містерові Бернсу, який змушує Мардж намалювати його особистий портрет. Однак, це дуже складне завдання, тому що Мардж не бачить у ньому нічого доброго… Тим часом Гомер сідає на дієту після того, як застряг у водній гірці. Запрошені зірки: Джон Ловітц в ролі професора Ломбардо і постачальника пончиків, Рінго Старр в ролі самого себе |                    | |                                                                          | |                         |           |                      |
| 32 | 19                 | «Lisa's Substitute» «Заміна вчителя Ліси»                                                                         | Річ Мур                                                                  | Джон Вітті | 25 квітня 1991          | 7F19      | 17.7                 |
| На час хвороби міс Гувер, вчительки Ліси, у клас на заміну приходить містер Берґстром. Ліса вважає, що методи навчання, застосовувані ним, дуже гарні і цікаві. У дівчинки з’являється нова любов до навчання і до вчителя… Тим часом Барт балотується у президенти класу проти Мартіна Принса. Запрошені зірки: Марсія Уоллес в ролі Едни Крабапель, Дастін Гоффман в ролі містера Берґстрома |                    | |                                                                          | |                         |           |                      |
| 33 | 20                 | «The War of the Simpsons» «Війна подружжя Сімпсон»                                                                | Марк Кіркланд                                                            | Джон Шварцвельдер                                                                                                  | 2 травня 1991           | 7F20      | 19.7                 |
| На сімейній вечірці у Сімпсонів Гомер ображає Мардж в присутності гостей. Щоб врятувати шлюб, вирішено провести вихідні на природі біля озера Зубатка, де проходить семінар для пар, організований отцем Лавджоєм. Мардж стурбована збереженням шлюбу, однак Гомер більше думає про те, як зловити Генерала Шермана – величезну рибу, легенду цього озера. Тим часом дідусь Сімпсон доглядає за Бартом і Лісою, які обманюють старого, щоб дозволив їм робити все, що вони хочуть, включаючи влаштовування власної вечірки. |                    | |                                                                          | |                         |           |                      |
| 34 | 21                 | «Three Men and a Comic Book» «Троє чоловіків і комікс»                                                            | Веслі Арчер                                                              | Джефф Мартін | 9 травня 1991           | 7F21      | 21.0                 |
| Барт загоряється бажанням купити перший випуск коміксу про пригоди Радіоактивного. Але він ніяк не може зібрати 100 доларів на покупку. Разом з Мілгаусом і Мартіном Принсом, хлопчаки, нарешті, збирають потрібну суму і втрьох купують комікс. Однак діти не можуть вирішити, у кого зберігатиметься цей комікс і як довго. Барт, Мілгаус і Мартін починають ворожнечу за нього… Запрошені зірки: Клоріс Лічмен в ролі місіс Ґлік, Деніел Стерн в ролі голосу дорослого Барта |                    | |                                                                          | |                         |           |                      |
| 35 | 22                 | «Blood Feud» «Кровна помста»                                                                                      | Девід Сільверман                                                         | Джордж Мейер | 11 липня 1991           | 7F22      | 17.3                 |
| Гомер виявляє, що Барт має рідкісну групу крові, яка може врятувати життя містера Бернса, Гомер переконує Барта здати кров з надією, що Бернс дасть Сімпсонам грошову винагороду, але коли все містер Бернс просто подякував хлопчику, розгніваний Гомер пише неприємного листа своєму босу, якого відправляє Барт… |                    | |                                                                          | |                         |           |                      |